# Система счастливых понедельников
Система счастливых понедельников (яп. ハッピーマンデー制度 Хаппи: мандэ: сэйдо, от англ. Happy Monday — счастливый понедельник) — решение японского правительства отмечать ряд государственных праздников не в фиксированное число, а в фиксированный по порядку понедельник месяца, таким образом создавая трёхдневные выходные. Были передвинуты следующие праздники:
- День совершеннолетия: начиная с 2000 года, второй понедельник января (было 15 января)
- День моря: начиная с 2003 года, третий понедельник июля (было 20 июля)
- День почитания старших: начиная с 2003 года, третий понедельник сентября (было 15 сентября)
- День физкультуры: начиная с 2000 года, второй понедельник октября (было 10 октября)